# Krzysztof Kukułka
Krzysztof Kukułka OFMConv (* 20. Januar 1959 in Jaworzyna Śląska, Niederschlesien, Polen) ist emeritierter Apostolischer Administrator von Usbekistan.

## Leben
Krzysztof Kukułka trat der Ordensgemeinschaft der Minoriten bei und empfing am 1. Juni 1985 die Priesterweihe.
Papst Johannes Paul II. ernannte ihn am 29. September 1997 zum Apostolischen Superior von Usbekistan. Mit der Erhebung der Mission sui juris am 22. März 2005 zur Apostolischen Administratur wurde er erster Apostolischer Administrator von Usbekistan. Von seinem Amt trat er am 1. April 2005 zurück.